# Avolta
Avolta — швейцарская компания, оператор розничной торговли, включая беспошлинную. Сеть компании насчитывает 5100 закусочных и магазинов, расположенных, преимущественно, в аэропортах. С 2003 года носила название Dufry и была переименована в конце 2023 года в Avolta после поглощения итальянской компании Autogrill.

## История
В 1865 году семья Вайтнауэр (Weitnauer) открыла в Базеле табачный магазин. К 1900 году компания Weitnauer стала крупным швейцарским импортёром и дистрибьютором табачной продукции. В 1947 году компания начала оптовую беспошлинныую торговлю, а в 1952 году в парижском аэропорту Ле-Бурже открыла свой первый розничный магазин беспошлинной торговли. В 1960 году компания начала развивать новое направление — автоматы по торговле сигаретами Restomat. В 2002 году началась реорганизация компании — подразделение торговых автоматов стало называться Weitnauer Distribution, а подразделение беспошлинной торговли было преобразовано в компанию Dufry.
В феврале 2004 года Dufry была куплена американской инвестиционной компанией Advent International. В декабре 2005 года акции компании были размещены на Швейцарской фондовой бирже. В 2006 году компания вышла на рынок Бразилии, купив оператора розничной торговли Brasif; в следующем году был поглощён розничный оператор в Карибском регионе. Следующим приобретением стала Hudson Group в 2008 году; она базировалась в Нью-Джерси (США), ей принадлежала сеть торговых точек в аэропортах и других транспортных узлах, в частности она была оператором газетных и книжных киосков. В 2011 году география деятельности была расширена на Аргентину, Уругвай, Эквадор, Мартинику и Армению. В 2012 году была куплена доля в российском операторе беспошлинной торговли Regstaer Group. В 2013 году была поглощена греческая компания Folli Follie, а также расширена деятельность на ряд стран Азии: Китай, Южную Корею, Тайвань, Индонезию и Шри-Ланку.
В 2014 году за 1,55 млрд швейцарских франков был куплен оператор беспошлинной торговли The Nuance Group, который базировался в Цюрихе и в основном работал в Европе, на Ближнем Востоке и в Африке. В 2015 году у итальянской группы Autogrill была куплена её дочерняя структура World Duty Free. В 2020 году было подписано соглашение о партнёрстве с китайской Alibaba Group.
В начале 2023 года семья Бенеттон передала свой контрольный пакет акций в Autogrill швейцарской компании Dufry, взамен получив в ней 20-процентную долю. К середине 2023 года Dufry выкупила акции Autogrill, которые обращались на бирже, таким образом полностью поглотив итальянскую компанию.

## Собственники и руководство
Основными акционерами компании по состоянию на 2024 год являются семья Бенеттон (21,86 % через холдинг Edizione), Advent International LP (6,94 %), семья Руперт (4,80 %), Qatar Holding (4,23 %), Alibaba Group (3,22 %) и Государственный пенсионный фонд Норвегии (3,06 %).
- Хуан Карлос Торрес Карретеро (Juan Carlos Torres Carretero, род. в 1949 году) — председатель совета директоров, с 1988 по 2016 год был партнёром в бостонской частной инвестиционной группе Advent International[англ.].
- Алессандро Бенеттон (Alessandro Benetton, род. 2 марта 1964 года) — почётный председатель, также председатель холдинга Edizione.
- Хавьер Россиньоль (Xavier Rossinyol, род. в 1970 году) — генеральный директор с июня 2022 года, в компании с 2003 года.

## Деятельность
Продажи за 2023 год составили 12,8 млрд швейцарских франков, из них на еду и кейтеринг пришлось 42 %, на косметику и парфюмерию — 19 %, на табачные изделия — 11 %, на вино и спиртные напитки — 10 %, на предметы роскоши — 6 %, на горючее — 2 %, на электронику — 2 %, рекламу — 2 %, литературу и печатную продукцию — 1 %.
Наиболее важным регионом деятельности является Европа, Ближний Восток и Африка (51 % продаж в 2023 году), далее следуют Северная Америка (32 %), Латинская Америка (13 %) и Азиатско-Тихоокеанский регион (4 %). На торговые точки в аэропортах приходится 82 % продаж, на беспошлинную торговлю — 37 %.
В списке крупнейших публичных компаний мира Forbes Global 2000 за 2024 год Avolta заняла 1668-е место.